# Úrvalsdeild 1931
Thống kê của Úrvalsdeild mùa giải 1931.

## Tổng quan
Có 4 đội tham gia mùa giải thứ 20 của giải bóng đá Iceland. KR giành chức vô địch lần thứ 7.

## Bảng xếp hạng
| Vị thứ | Câu lạc bộ | St | T | H | B | BT | BB | HS  | Đ |
| 1      | KR         | 3  | 3 | 0 | 0 | 13 | 1  | +12 | 6 |
| 2      | Valur      | 3  | 2 | 0 | 1 | 6  | 3  | +3  | 4 |
| 3      | Víkingur   | 3  | 1 | 0 | 2 | 4  | 11 | -7  | 2 |
| 4      | Fram       | 3  | 0 | 0 | 3 | 3  | 11 | -8  | 0 |